# Николо-Полома (посёлок)
Нико́ло-Поло́ма — посёлок в Парфеньевском районе Костромской области России. Является административным центром Николо-Поломского сельского поселения.

## География
Посёлок расположен на северном ходу Транссибирской магистрали на берегу реки Нозьмы, протекающей через северную часть посёлка, в 17 километрах от села Парфеньево, административного центра района, и в 190 километрах от города Костромы.
Улицы посёлка: 8 Марта, Вокзальная, Гагарина, Железнодорожная, Западная, Колхозная, Комсомольская, Ленина, Мира, Молодёжная, Новая, Полевая, Просвещения, Путейская, Садовая, Свободы, Советская, Солнечная, Торговая, Центральная, Чапаева, Южная, Николо-Поломский переулок.

## История
Посёлок основан в 1900 году во время строительства железной дороги Санкт-Петербург — Вятка, при станции Николо-Полома, получившей название от одноимённого села, расположенного в 5 километрах. Движение поездов было открыто в 1906 году. На станции до настоящих дней сохранились вокзал и водонапорная башня времён постройки дороги. Рядом с вокзалом установлен мемориал воинам-землякам. В 1999—2002 годах в посёлке была построена церковь Николая Чудотворца.
В 1995 году в состав поселка включены деревня Бердуново и посёлок Октябрьский.

## Экономика
Основой экономики посёлка являются железнодорожный транспорт и лесозаготовки.

## Транспорт
В посёлке расположена станция Николо-Полома, ежедневно отправляющая две пары пригородных поездов (на Буй и Шарью). Также на ней делает остановку ряд поездов дальнего следования.
Посёлок связан ежедневным автобусным сообщением с селом Парфеньево.

## Население
| 2008 | 2010  | 2014  |
| ---- | ----- | ----- |
| 1711 | ↘1454 | ↗1641 |